# Dwunasty rząd Izraela
Dwunasty rząd Izraela – rząd Izraela, sformowany 22 grudnia 1964, którego premierem został Lewi Eszkol z Mapai. Rząd został powołany przez koalicję mającą większość w Knesecie V kadencji, po odwołaniu poprzedniego rządu Eszkola. Funkcjonował do 12 stycznia 1966, kiedy to powstał kolejny rząd pod przywództwem Lewiego Eszkola.